# Tedania obscurata
Tedania obscurata är en svampdjursart som först beskrevs av De Laubenfels 1930.  Tedania obscurata ingår i släktet Tedania och familjen Tedaniidae.
Artens utbredningsområde är Kalifornien. Inga underarter finns listade i Catalogue of Life.